# Sainte-Gemmes (Loir-et-Cher)
Sainte-Gemmes ist eine Ortschaft und eine ehemalige französische Gemeinde mit 91 Einwohnern (Stand: 1. Januar 2022) im Département Loir-et-Cher in der Region Centre-Val de Loire. Sie gehörte zum Arrondissement Vendôme und zum Kanton La Beauce.
Mit Wirkung vom 1. Januar 2017 wurde Sainte-Gemmes mit den früheren Gemeinden Baigneaux, Beauvilliers und Oucques zur Commune nouvelle Oucques la Nouvelle zusammengeschlossen und verfügt in der neuen Gemeinde seither über den Status einer Commune déléguée.
Sainte-Gemmes liegt in der Landschaft Beauce, 16 Kilometer östlich von Vendôme. Nachbarorte sind La Chapelle-Enchérie im Nordwesten, Épiais im Norden, Oucques im Nordosten, Boisseau im Südosten, Baigneaux im Süden, Selommes im Südwesten und Faye im Westen.

## Bevölkerungsentwicklung
| Jahr                       | 1962 | 1968 | 1975 | 1982 | 1990 | 1999 | 2008 | 2014 |
| -------------------------- | ---- | ---- | ---- | ---- | ---- | ---- | ---- | ---- |
| Einwohner                  | 164  | 154  | 140  | 133  | 109  | 86   | 100  | 102  |
| Quellen: Cassini und INSEE |      |      |      |      |      |      |      |      |

## Sehenswürdigkeiten
- Kirche Sainte-Gemme
- Wasserturm